# Йосип Каталинський
Йосип Каталинський (сербохорв. Josip Katalinski, нар. 12 травня 1948, Сараєво — пом. 9 червня 2011, Сараєво) — югославський футболіст, що грав на позиції захисника, півзахисника.
Виступав за клуби «Желєзнічар» та «Ніцца», а також національну збірну Югославії.

## Клубна кар'єра
Народився 12 травня 1948 року в місті Сараєво.
У дорослому футболі дебютував 1965 року виступами за команду клубу «Желєзнічар», в якій провів десять сезонів, взявши участь у 240 матчах чемпіонату. Більшість часу, проведеного у складі «Желєзнічара», був основним гравцем команди.
У 1975 році перейшов до клубу «Ніцца», за який відіграв 3 сезони. Граючи у складі «Ніцци» також здебільшого виходив на поле в основному складі команди. Завершив професійну кар'єру футболіста виступами за команду «Ніцца» у 1978 році.
Помер 9 червня 2011 року на 64-му році життя у місті Сараєво.

## Виступи за збірну
У 1972 році дебютував в офіційних матчах у складі національної збірної Югославії. Протягом кар'єри у національній команді, яка тривала 6 років, провів у формі головної команди країни 41 матч, забивши 10 голів.
У складі збірної був учасником чемпіонату світу 1974 року у ФРН, а також домашнього для югославів чемпіонату Європи 1976 року.